# Louis de la Caze

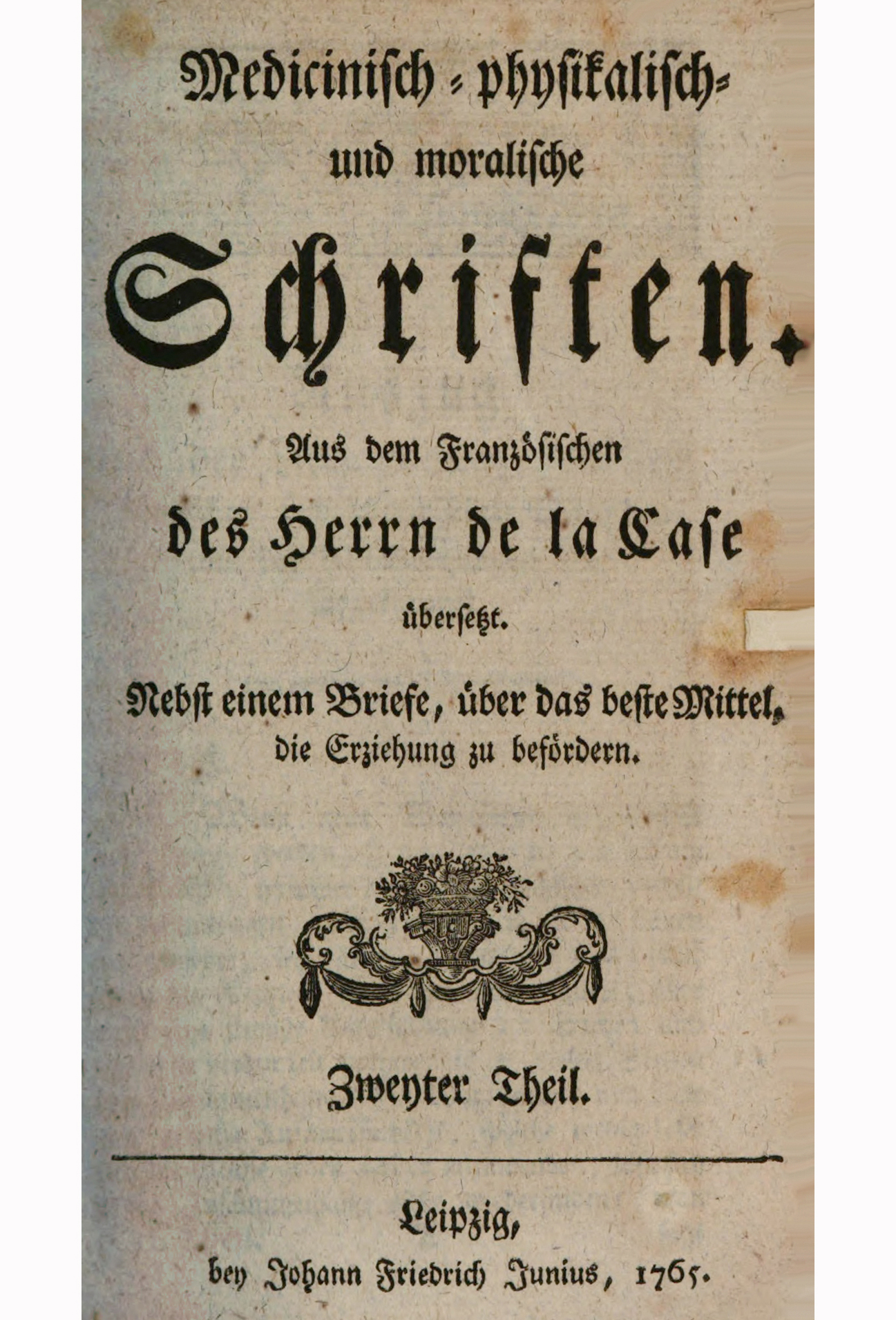
Medizinisch-physikalisch- und moralische Schriften in deutscher Übersetzung. Titelblatt

Louis de la Caze (* 1703 in Lembeye; † 1765 in Paris) war ein französischer Arzt der Schule von Montpellier.

## Leben und Wirken
Louis de la Caze war ein Vetter von Théophile de Bordeu. Er studierte Medizin in Montpellier, wo er 1724 seinen Doktorgrad erhielt. 1730 begab er sich nach Paris und wurde „Gewöhnlicher Arzt“ (médecin ordinaire) des Königs. Zusammen mit Bordeu, Paul Joseph Barthez und Gabriel-François Venel begründete er den auf dem Animismus Stahls aufbauenden Vitalismus der Schule von Montpellier. 

## Werke
- Specimen novi medicinae conspectus. Paris 1749
- Institutiones medicae ex novo medicinae conspectus". Paris 1755
- Idée de l’homme physique et moral, pour servir d’introduction à un traité de médecine. H. L. Guérin et L. F. Delatour, Paris 1755 (Digitalisat) (Digitalisat)
- Mélanges de physique et de morale. H. L.  Guérin et L. F. Delatour, Paris 1761. Neue Auflage Paris 1763 (Digitalisat)
- Lettres sur le meilleur moyen d’assurer le succès de l’éducation. Paris 1764
  - Medicinisch-physikalisch- und moralische Schriften. Aus dem Französischen des Herrn de la Case übersetzt. J. F. Junius,  Leipzig 1765, Erster Theil. (Digitalisat), Zweyter Theil, nebst einem Briefe, über das beste Mittel, die Erziehung zu befördern (Digitalisat)